# Hincmar de Reims
Pour les articles homonymes, voir Hincmar.
Hincmar (également Hincmarus Remensis, Incmarus, Ingmarus, Ingomarus), né en 806 et mort le 21 décembre 882 à Épernay, est archevêque de Reims. Très grand juriste, il est également auteur de traités. Il est conseiller à la cour de Charles II le Chauve.

## Éducation
Très tôt, il suit l'abbé Hilduin à Saint-Denis où il reçoit son éducation religieuse. En 822, l'abbé le présente à l'empereur Louis le Pieux. En 830, Hilduin se rallie à la cause de Lothaire Ier, fils aîné de Louis le Pieux s'étant révolté contre son père. Hincmar le suit en Saxe. Lors de son retour à Saint-Denis lorsque Hilduin se réconcilie avec l'empereur, il est à ses côtés. À la mort de Louis le Pieux, il soutient Charles le Chauve, le fils cadet de l'empereur.

## Archevêque de Reims
Grâce au soutien du roi, Hincmar est nommé à l'archevêché de Reims en 845. En 853, le concile de Soissons condamne les clercs qui étaient entrés en conflit avec lui, en raison de ses positions différentes de celles de son prédécesseur, l'archevêque Ebbon. La même année, il préside le concile de Quierzy-sur-Oise qui voit la condamnation de Gottschalk d'Orbais, dont les opinions concernant la prédestination sont considérées comme hérétiques.
Il prend dès lors une part importante dans la vie politique et religieuse, cherchant sans répit à défendre et étendre les droits de l'Église. Il souhaite superposer à travers la théorisation politique la garantie de la paix (idéologie chrétienne) avec la protection des plus faibles (tradition germanique). Soutien énergique et conseiller écouté de Charles le Chauve, il approuve sa politique en Lorraine et le sacre roi de Lotharingie à Metz en 869.
Au milieu du IXe siècle, l'apparition des Fausses décrétales remet en cause les droits des métropolites, ce qui est contraire aux opinions de Hincmar. Rothad, évêque de Soissons, est quant à lui un ardent défenseur des théories des fausses décrétales, ce qui entraîne l'opposition des deux hommes. Déposé lors du concile de Soissons de 853, Rothad fait appel au pape Nicolas Ier qui le rétablit dans ses fonctions, ce qui constitue un premier échec pour Hincmar vis-à-vis de sa hiérarchie.
Il entre en conflit avec son neveu Hincmar de Laon à propos de l'autorité des métropolites. Il obtient la condamnation à l'exil de ce dernier lors du concile de Douzy en 871, décision confirmée par le pape Jean VIII. Hincmar de Laon dut attendre l'an 878 pour sa réconciliation avec l'Église. Cependant, un conflit surgit entre Hincmar et le pape Jean VIII lorsque ce dernier nomme Ansegisus, archevêque de Sens, au poste de vicaire apostolique, car pour Hincmar il s'agit d'un empiètement sur la juridiction des archevêques. Durant la même période il entreprend l'écriture d'une biographie de saint Remi de Reims.
En 852, il fit restaurer et reconstruire la cathédrale Notre-Dame de Reims, et la consacra.
En 877, il couronne Louis le Bègue, roi des Francs. Le rôle qu'il joue pendant le règne de Louis reste assez obscur. Durant cette période il écrit de nombreux traités dans lesquels il expose entre autres ses opinions sur les fonctions d'un souverain. À l'automne 882, une attaque de Normands force Hincmar à se réfugier à Épernay, où il meurt le 21 décembre.
Hincmar est le premier à rapporter le récit de la légende du saint Chrême de la sainte ampoule.
Les écrits prolifiques de Hincmar ont été rassemblés par Jacques Sirmond en 1645, puis réédités par Jacques Paul Migne en 1852. 
À Reims, une rue porte son nom.

## Écrits

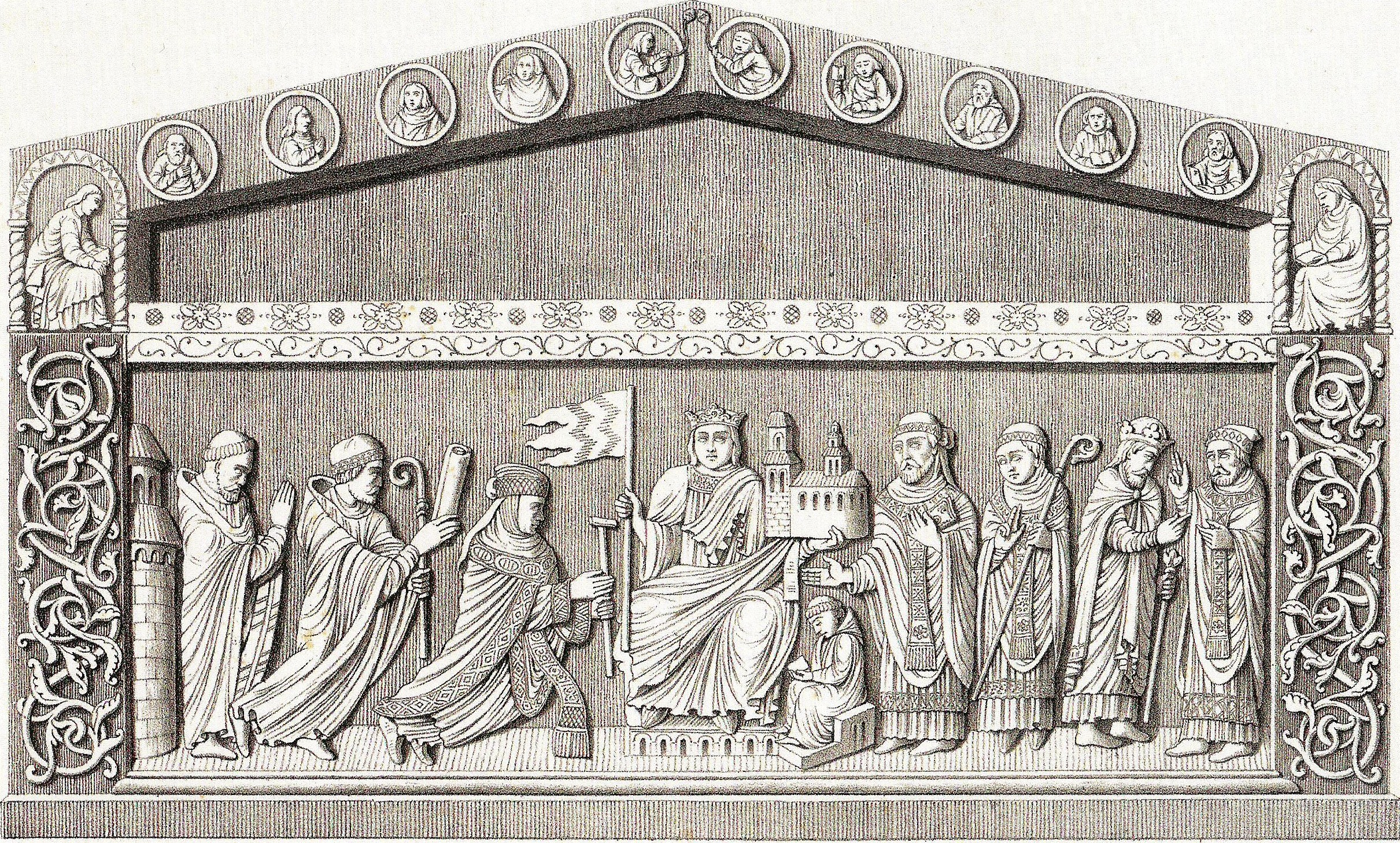
Relevé du tombeau d'Hincmar détruit en 1793.

- De praedestinatione Dei et libero arbitrio
- De divorcio Lotharii et Teutbergae
- Opusculum L V. capitulorum
- De jure metropolitanorum
- De ecclesiis et capellis
- De ordine palatii
- De regis persona et regio ministerio
- Instructio ad Ludovicum regem
- De coercendo et exstirpendo rapta viduarum, puellarum et sanctimonialum
- De villa Noviliaco